# Liste der Einträge im National Register of Historic Places im McHenry County (Illinois)

Lage des McHenry County in Illinois

Die Liste der Einträge im National Register of Historic Places im McHenry County in Illinois führt alle Bauwerke und historischen Stätten im McHenry County auf, die in das National Register of Historic Places aufgenommen wurden.

## Legende
| NRHP | Historic Place    |
| HD   | Historic District |

## Aktuelle Einträge
| [ 2 ] | Name                               | Bild                               | Eintragsdatum        | Lage | Ort            | Beschreibung |
| ----- | ---------------------------------- | ---------------------------------- | -------------------- | --- | -------------- | ------------ |
| 1     | Count’s House                      | Count’s House                      | 1982 ID-Nr. 82002587 | 3803 Waukegan 42° 20′ 36″ N, 88° 16′ 17″ W                                                                                  | McHenry        |              |
| 2     | Lucein Boneparte Covell House      | Lucein Boneparte Covell House      | 1989 ID-Nr. 88003246 | 5805 Broadway 42° 28′ 35″ N, 88° 18′ 42″ W                                                                                  | Richmond       |              |
| 3     | Christian Geister House            | Christian Geister House            | 2007 ID-Nr. 07000453 | 302 South Main Street 42° 9′ 55″ N, 88° 17′ 38″ W                                                                           | Algonquin      |              |
| 4     | Charles H. Hibbard House           | Charles H. Hibbard House           | 1979 ID-Nr. 79003113 | 413 West Grant Highway 42° 14′ 54″ N, 88° 36′ 45″ W                                                                         | Marengo        |              |
| 5     | Memorial Hall                      | Memorial Hall                      | 1993 ID-Nr. 93000839 | 10308 Main Street 42° 28′ 32″ N, 88° 18′ 21″ W                                                                              | Richmond       |              |
| 6     | Old McHenry County Courthouse      | Old McHenry County Courthouse      | 1974 ID-Nr. 74002183 | City Square 42° 18′ 54″ N, 88° 26′ 54″ W                                                                                    | Woodstock      |              |
| 7     | Col. Gustavius A. Palmer House     | Col. Gustavius A. Palmer House     | 1985 ID-Nr. 85001127 | 5516 Terra Cotta Road 42° 14′ 56″ N, 88° 17′ 46″ W                                                                          | Crystal Lake   |              |
| 8     | Orson Rogers House                 | Orson Rogers House                 | 1979 ID-Nr. 79003114 | 19621 East Grant Street 42° 14′ 11″ N, 88° 34′ 51″ W                                                                        | Marengo        |              |
| 9     | George Stickney House              | George Stickney House              | 1979 ID-Nr. 79003115 | 1904 Cherry Valley Road 42° 18′ 3″ N, 88° 21′ 9″ W                                                                          | Nunda Township |              |
| 10    | Terwilliger House                  | Terwilliger House                  | 1979 ID-Nr. 79003116 | Östlich von Woodstock an der Mason Hill Road und der Cherry Valley Road 42° 18′ 22″ N, 88° 21′ 12″ W                        | Dorr Township  |              |
| 11    | Woodstock Opera House              | Woodstock Opera House              | 1974 ID-Nr. 74002184 | 119 Van Buren Street 42° 18′ 52″ N, 88° 26′ 52″ W                                                                           | Woodstock      |              |
| 12    | Woodstock Square Historic District | Woodstock Square Historic District | 1982 ID-Nr. 82000399 | Abgegrenzt durch Calhoun Street, Throop Street, Cass Street, Main Street, und Jefferson Street 42° 18′ 55″ N, 88° 26′ 52″ W | Woodstock      |              |